# Andry Rajoelina
Andry Nirina Rajoelina (wym. [ˈjaɳɖʐʲ nʲˈrinə̥ radzoˈelə̥]; ur. 30 maja 1974 w Antsirabe) – malgaski polityk, burmistrz Antananarywy (2007–2009). Przywódca antyrządowych protestów w 2009, w latach 2009–2014 prezydent Wysokiej Władzy Przejściowej, od 19 stycznia 2019 do 15 września 2023 prezydent Madagaskaru. 16 grudnia 2023 zaprzysiężony na kolejną kadencję jako prezydent.

## Życiorys
Andry Rajoelina początkowo pracował przy organizacji wszelkiego rodzaju uroczystości oraz wieczornych zabaw. W latach 1994–2000 był DJ-em. Założył również firmę Inject, zajmującą się drukiem cyfrowym i reklamą. Rajoelina jest właścicielem telewizji i stacji radiowej VIVA.
W 2007 stanął na czele nowo powstałego ruchu TGV (Tanora malaGasy Vonona – Młodzi Zdecydowani Malgasze) i zdecydował ubiegać się o stanowisko burmistrza stolicy Madagaskaru, Antananarywy. W wyborach zmierzył się z Herym Rafalimananą, kandydatem prezydenckiej partii Kocham Madagaskar i dotychczasowym burmistrzem stolicy. 12 grudnia 2007 zwyciężył w wyborach, zdobywając 63,32% głosów poparcia. 26 stycznia 2008 objął urząd burmistrza Antananarywy.

## Zamieszki na Madagaskarze w 2009 roku
13 grudnia 2008 rząd Madagaskaru zdecydował się zamknąć telewizję VIVA, należącą do Rajoeliny. Decyzja ta nastąpiła po transmisji wywiadu z byłym prezydentem, Didierem Ratsiraką, który według władz „mógł naruszać pokój i bezpieczeństwo”. W rzeczywistości wywiad z byłym prezydentem, rywalem politycznym obecnego szefa państwa Marca Ravalomanany, został wyemitowany również w innych stacjach telewizyjnych i radiowych. 17 grudnia 2008 Reporterzy bez Granic ostro potępili zamknięcie telewizji VIVA przez administrację państwową.
W obliczu konfliktu z prezydentem, Andry Rajoelina wezwał mieszkańców Anatanarywy do strajku generalnego przeciw Marcowi Ravalomananie, którego nazwał dyktatorem, w dniach od 25 do 26 stycznia 2009. 26 stycznia 2009 protesty przerodziły się w walki uliczne. Demonstranci podpalili budynek publicznego radia oraz siedzibę prywatnej telewizji należącej do prezydenta Ravalomanany. W stolicy doszło również do grabieży i podpaleń wielu sklepów. Następnego dnia w zgliszczach centrum handlowego znaleziono 25 zwęglonych ciał.
Rajoelina zaapelował do mieszkańców stolicy o pozostanie w domach w dniu 29 stycznia 2009. Protest, na zasadzie „miasta duchów/miasta wymarłego” (ville morte), miał pokazać sprzeciw wobec rządów prezydenta Ravalomanany.
31 stycznia 2009 Rajoelina ogłosił przejęcie kontroli i władzy w Madagaskarze z powodu porażki prezydenta i rządu w wypełnianiu swoich obowiązków. Wezwał Ravalomananę do natychmiastowej rezygnacji z urzędu i zapowiedział złożenie stosownego wniosku do parlamentu w tej sprawie. Wezwał także Bank Centralny do zaprzestania finansowania rządu oraz zapowiedział stworzenie nowego rządu tymczasowego i zorganizowanie wyborów prezydenckich.
3 lutego 2009 MSW Madagaskaru wydało dekret, na mocy którego mer stolicy Antananarywy – Andry Rajoelina został usunięty z zajmowanego stanowiska. Na jego miejsce został ustanowiony administrator stolicy Guy Randrianarisoa. Rajoelina potępił tę decyzję i uznał ją za nieuzasadnioną. Oficjalnym powodem jego dymisji było niewywiązywanie się z obowiązku usuwania śmieci ze stolicy. Rajoelina ostrzegł władze, że mieszkańcy miasta nie zaakceptują tej decyzji. 4 lutego 2009 w Antananarywie odbył się protest przeciw zdymisjonowaniu Rajoeliny, na który przybyło 1,5 tysiąca uczestników. Rajoelina określił wówczas powołanie nowego zarządu stolicy mianem „obrazy ludności Madagaskaru”.

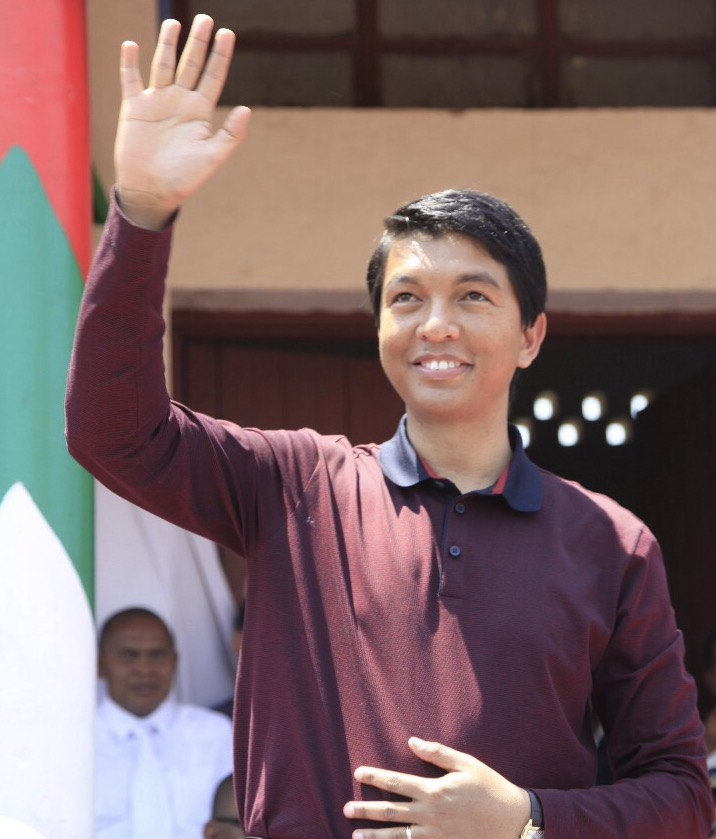
Andry Rajoelina (2012)

7 lutego 2009 Andry Rajoelina ogłosił powołanie przejściowego rządu na czele z Monją Roindefo.
21 lutego 2009 z inicjatywy Rady Kościołów Chrześcijańskich Rajoelina spotkał się po raz pierwszy z prezydentem Ravalomananą. W czasie spotkania obie strony zobowiązały się do przestrzegania 5 zasad; zakończenia prowokacyjnych oświadczeń w mediach, zakończenia rozprzestrzeniania fałszywych informacji, zakończenia aktów przemocy i grabieży, niezwoływania kolejnych publicznych zgromadzeń oraz zaprzestania aresztowań natury politycznej. Kolejne dwa spotkania odbyły się 23 i 24 lutego. 25 lutego 2009 Andry Rajoelina wycofał się z negocjacji po tym, jak prezydent nie przybył na zaplanowane na ten dzień spotkanie. Stwierdził również, że trzy wcześniejsze spotkania nie przyniosły żadnego rezultatu, gdyż prezydent „unikał sedna sprawy i minimalizował skalę kryzysu”.
5 marca 2009 siły bezpieczeństwa próbowały aresztować Rajoelinę. Po tym wydarzeniu z obawy o swoje bezpieczeństwo, Rajoelina pozostawał przez kilka dni w ukryciu i nie pokazywał się publicznie. Uzyskał schronienie w rezydencji francuskiego ambasadora. Tiebile Drame, specjalny wysłannik ONZ w Madagaskarze, oznajmił, że „ONZ zdecydowało umieścić go pod swoją ochroną w rezydencji dyplomatycznej”.
14 marca 2009 Andry Rajoelina wyszedł z ukrycia i w czasie 5-tysięcznego wiecu w Antananarywie dał prezydentowi 4 godziny na rezygnację z urzędu, grożąc w przeciwnym razie marszem na pałac prezydencki. Prezydent Ravalomanana nie przyjął jednak żądań opozycji. 15 marca 2009 Ravalomanana zaproponował zorganizowanie referendum na temat tego, czy ma pozostać u władzy. Rajoelina odrzucił jednak taką ewentualność i 16 marca 2009 rozkazał siłom bezpieczeństwa aresztowanie prezydenta.

## Zamach stanu i przejęcie władzy
17 marca 2009, w dzień po zamachu stanu i zdobyciu przez wojsko pałacu prezydenckiego w centrum stolicy, Andry Rajoelina wziął udział w triumfalnej paradzie z okazji jego zdobycia i zajął w nim urząd prezydenta. Rajoelina ogłosił się nowym prezydentem i stanął na czele Wysokiej Władzy Przejściowej. Ogłosił zorganizowanie wyborów w ciągu 24 miesięcy, zmianę konstytucji i budowę „IV Republiki”.
Tego samego dnia, w przemówieniu radiowym, prezydent Ravalomanana ogłosił, iż „po głębokiej refleksji” rezygnuje ze stanowiska i przekazuje całą władzę prezydenta i premiera w ręce wojskowego dyrektoriatu pod dowództwem, najwyższego rangą wiceadmirała Hyppolite’a Ramarosona. Wojsko nie przejęło jednak władzy. Wiceadmirał Ramaroson w swoim oświadczeniu, oddał pełnię władzy Rajoelinie jako prezydentowi władzy tymczasowej.
18 marca 2009 Najwyższy Sąd Konstytucyjny zalegalizował władzę Rajoeliny jako prezydenta kraju, dając mu mandat na jej sprawowanie przez okres maksymalnie 2 lat. 19 marca 2009 Andry Rajoelina zawiesił pracę obu izb parlamentu, Zgromadzenia Narodowego i Senatu. Tego samego dnia Rajoelina anulował umowę z południowokoreańską firmą Daewoo Logistics o dzierżawie dużych połaci ziemi pod uprawę kukurydzy i produkcji oleju palmowego. Uzasadnił to brakiem wcześniejszych konsultacji społecznych w tej sprawie.
21 marca 2009 Rajoelina został zaprzysiężony na stanowisku prezydenta Wysokiej Władzy Przejściowej. W uroczystościach na stadionie sportowym w stolicy uczestniczyło 40 tysięcy osób. Dyplomaci na znak protestu nie wzięli udziału w zaprzysiężeniu. Prezydent Rajoelina zapowiedział zorganizowanie wyborów w ciągu 18 do 24 miesięcy oraz zmianę konstytucji. Obowiązująca konstytucja ustanawiała bowiem minimalny wiek prezydenta na granicy 40 lat, o 6 lat za dużo w przypadku Rajoeliny. 25 stycznia 2014 ustąpił ze stanowiska.
Wystartował w wyborach prezydenckich w 2018, które wygrał w drugiej turze. 19 stycznia 2019  Rajoelina został zaprzysiężony na stanowisku prezydenta kraju. Podczas pandemii COVID-19 zwrócił uwagę mediów, gdy w kwietniu 2020 publicznie zachwalał jako lekarstwo na zakażenie koronawirusem, herbatę ziołową z malgaskich ziół wprowadzoną do obrotu pod nazwą Covid-Organics. Uzyskał reelekcję w wyborach parlamentarnych z listopada 2023, które zostały zbojkotowane przez opozycję. 16 grudnia 2023 Rajoelina złożył przysięgę na drugą kadencję na stanowisku prezydenta Madagaskaru.